# Bohdan Damięcki

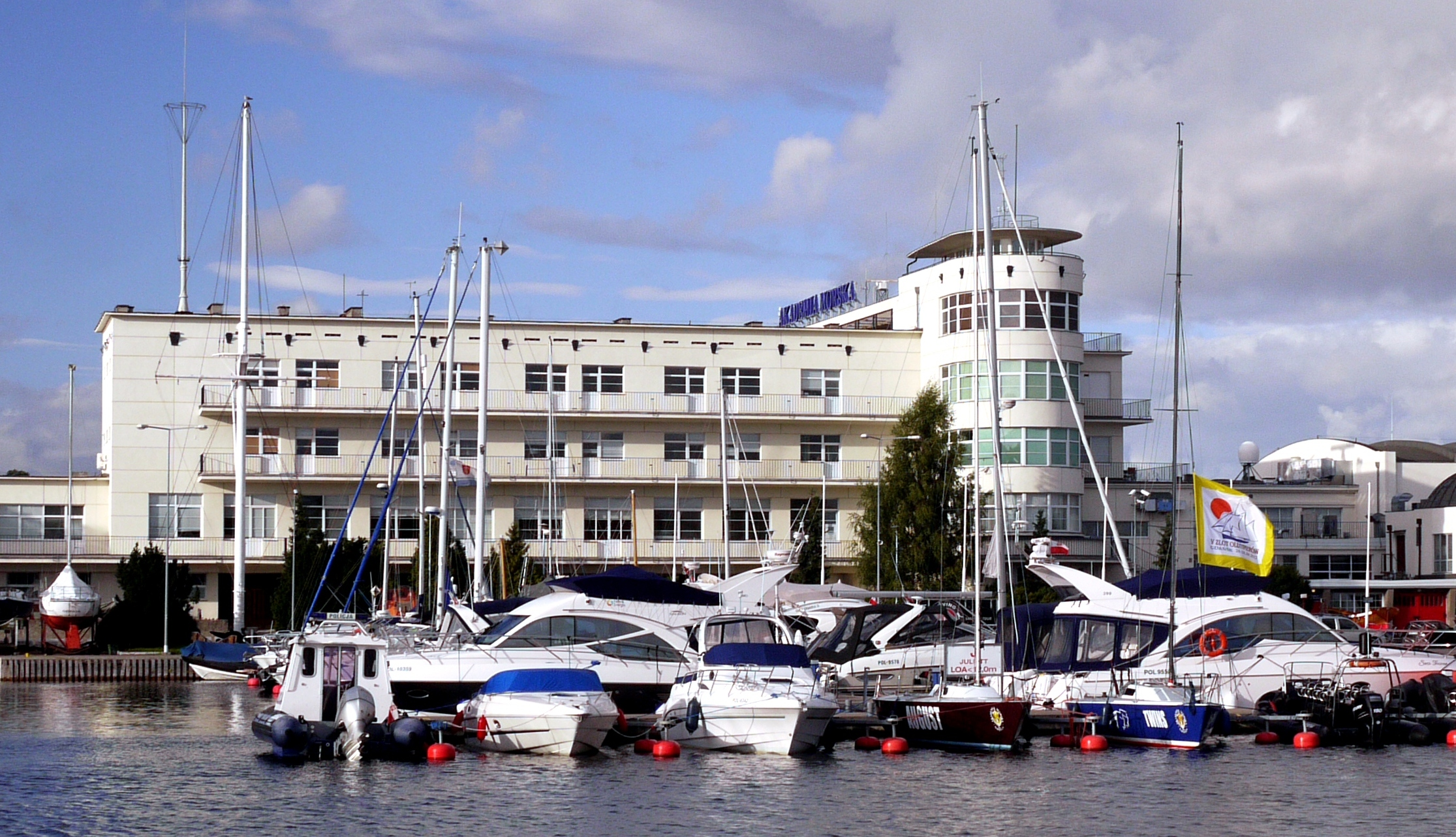
Dom Żeglarza Polskiego w Gdyni, fot. 2012

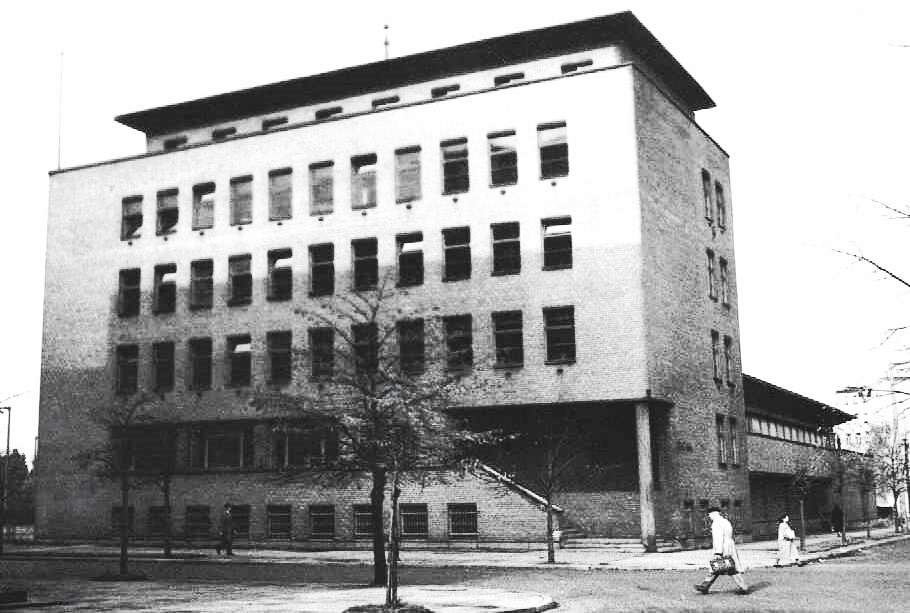
Budynek YMCA w Gdyni, fot. ok. 1952

Bohdan Damięcki (ur. 21 września 1906 w Warszawie, zm. 13 października 1994) – polski inżynier architekt i urbanista.

## Życiorys
Ukończył studia na Wydziale Architektury Politechniki Warszawskiej. W 1933 uzyskał dyplom inżyniera architekta. Następnie podjął pracę w wyuczonym zawodzie.
W latach 30. uczestniczył w rozbudowie Gdyni. Zaprojektował dla miasta kilka znaczących obiektów. Nadzorował także ich budowę. Najbardziej znanym z nich był – inspirowany sylwetką statku – Dom Żeglarza Polskiego (obecnie Wydział Nawigacyjny Akademii Morskiej). Współautorem oddanego do użytku w 1937 gmachu był Tadeusz Sieczkowski.
Po II wojnie światowej zaprojektował wspólnie ze Stefanem Kozińskim jeszcze jeden wyróżniający się budynek w Gdyni. Była nim siedziba miejscowego ogniska Związku Młodzieży Chrześcijańskiej „Polska YMCA”. Gmach powstawał w latach 1948–1952.
Jego późniejsza działalność zawodowa dotyczyła głównie Warszawy. M.in. pracował w stołecznym Biurze Urbanistycznym. W 1980 został uhonorowany przyznaniem tytułu i statusu „architekta twórcy”.
Od 1934 do 1939 należał do Stowarzyszenia Architektów Rzeczypospolitej Polskiej (SARP). Był członkiem Oddziału Gdyńskiego. Po okupacji niemieckiej Polski został członkiem Oddziału Warszawskiego nowego SARP, które po przekształceniu otrzymało w 1952 nazwę: „Stowarzyszenie Architektów Polskich”. De facto jednak kontynuowało tradycje poprzedniej organizacji.
Po śmierci spoczął na cmentarzu Stare Powązki w Warszawie.

## Dokonania
- Dom Żeglarza Polskiego w Gdyni w al. Zjednoczenia (obecna al. Jana Pawła II) 3 (1937) – współautor: Tadeusz Sieczkowski
- Budynek YMCA w Gdyni u zbiegu ulic Stefana Żeromskiego i Hieronima Derdowskiego (1948–1951) – współautor: Stefan Koziński
- Plan szczegółowy: koordynacyjny, koncepcyjny i realizacyjny południowej dzielnicy przemysłowej Służewiec w Warszawie (1956) – współautorzy: Janusz Krotkiewski, Witold Bieńkowski, Hipolit Eugeniusz Jewniewicz i Feliks Sieńko (Nagroda III stopnia KUA)
- Plan generalny miasta Warszawy (1956) – współautorzy: Stanisław Dziewulski, Jan Grabowski, Stanisław Jankowski, Andrzej Jędraszko, Tadeusz Kachniarz, Stefan Koziński, Kazimierz Marczewski, Józef Mirski, Helena Morsztynkiewiczowa, Władysław Panczakiewicz, Stefan Putowski, Stanisław Rychłowski, Alina Scholtzówna, Zygmunt Stępiński i Halina Wiśniewska (Nagroda I stopnia KUA)

### Konkursy
- SARP nr 62 – Projekt rozplanowania mola południowego i terenów przyległych w Gdyni (1936) – współautor: Tadeusz Sieczkowski (I nagroda)